# 豊田市立童子山小学校
豊田市立童子山小学校（とよたしりつ どうじやましょうがっこう）は、愛知県豊田市御幸町一丁目にある公立小学校。

## 概要

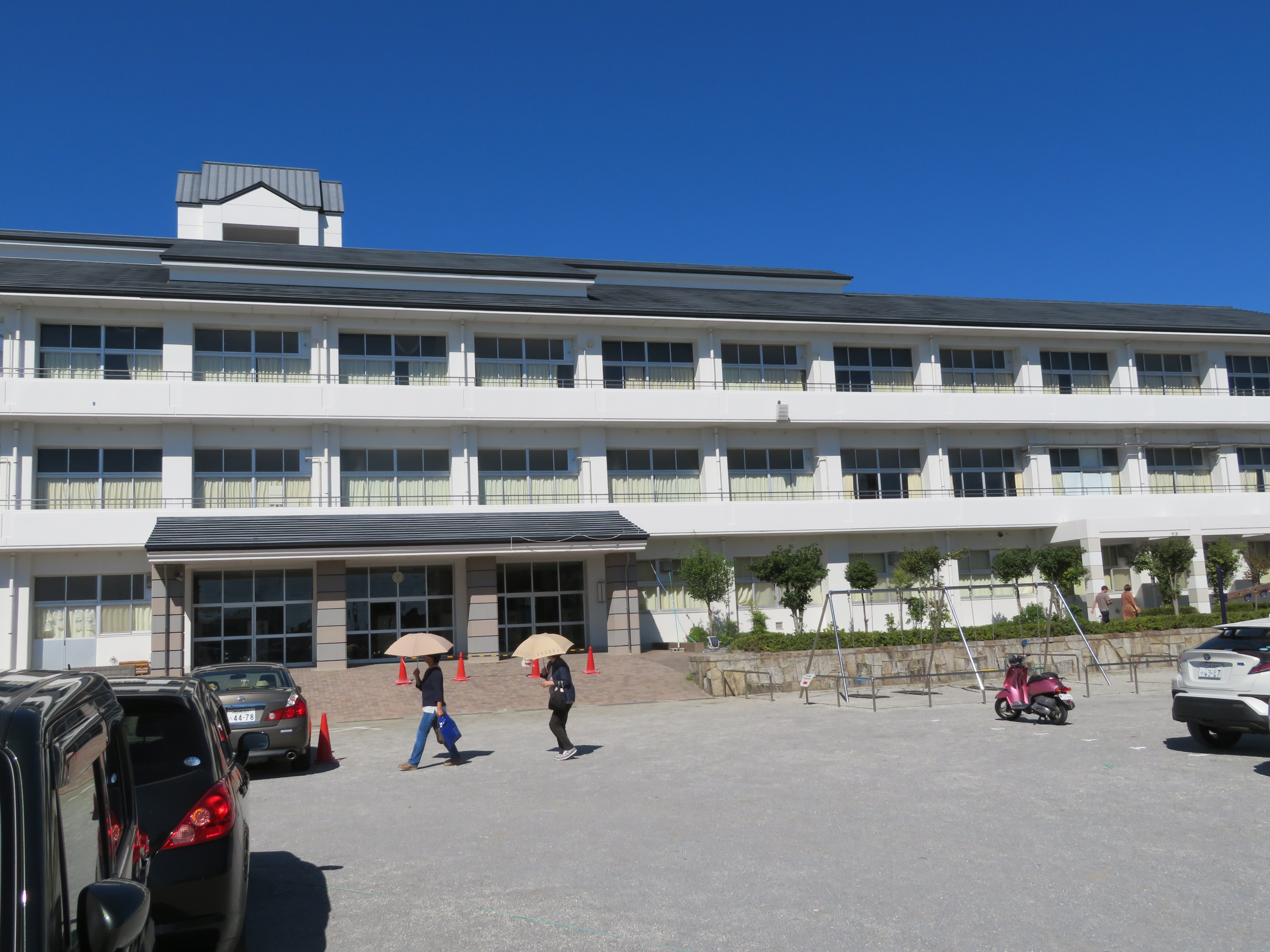
校舎と校庭

1872年（明治5年）には挙母郷学校（後の豊田市立挙母小学校）が設立されているが、1887年（明治20年）5月に本校が西加茂郡立高等小学校として開校した際には、西加茂郡一円を学区としていた。
1992年（平成4年）4月、豊田市美術館の建設に伴い、現在地に移転した。ワークスペースやランチルームなどの開放的な施設が特徴であり、豊田市都市景観賞を受賞している。
2018年度の学級数は23学級、児童数は626人、職員数は57人。
新型コロナウイルス拡大にかかる緊急事態宣言の解除に伴い、豊田市は2020年（令和2年）5月25日から小中学校の登校を再開。感染防止と熱中症対策の両立が懸案事項として挙がるが、童子山小学校では「傘をさして登下校する」という案がまとまる。5月27日から実施されると、他に例がなかったことから、全国紙に「感染防止に有効な他人との距離が自然に確保できるうえ、暑さから身を守る熱中症対策にもつながる一石二鳥のアイデア」として取り上げられた。

## 沿革
- 1887年（明治20年）5月 - 西加茂郡立高等小学校として創設される。
- 1893年（明治25年）6月 - 挙母町外四ケ村組合立挙母高等小学校と改称する。
- 1907年（明治40年）2月 - 挙母町立挙母高等小学校と改称する。
- 1908年（明治41年）3月 - 挙母尋常高等小学校と改称する。
- 1940年（昭和15年）4月 - 挙母中央尋常高等小学校と改称する。
- 1941年（昭和16年）4月 - 挙母町中央国民学校と改称する。
- 1947年（昭和22年）4月 - 挙母町立中央小学校と改称する。
- 1949年（昭和24年）4月 - 挙母町立中小学校と改称する。
- 1951年（昭和26年）3月 - 挙母市立中小学校と改称する。
- 1959年（昭和34年）1月 - 豊田市立童子山小学校と改称する。
- 1992年（平成4年）7月 - 旧校地に豊田市美術館を開館させるため、御幸町に移転。

## 挙母市から豊田市に移行する際の名称の変遷
- 小学校
  - 挙母市立東小学校 → 豊田市立挙母小学校
  - 挙母市立南小学校 → 豊田市立根川小学校
  - 挙母市立西小学校 → 豊田市立小清水小学校
  - 挙母市立中小学校 → 豊田市立童子山小学校
  - 挙母市立前山小学校 → 豊田市立前山小学校
  - 挙母市立山之手小学校 → 豊田市立山之手小学校
- 中学校
  - 挙母市立東部中学校 → 豊田市立崇化館中学校
  - 挙母市立西部中学校 → 豊田市立朝日丘中学校
  - 挙母市立南部中学校 → 豊田市立豊南中学校

## 著名な卒業生
- 本多鋼治（衆議院議員）[3]
- 伊藤よし子（衆議院議員）[4]
- 加藤正一（豊田市長）[5]
- 兵藤釗（マルクス経済学者）[5]